# Districtul Mansoura (Ghardaïa)
Mansoura este un district din provincia Ghardaïa, Algeria.